# Integriertes Wohnen
Integriertes Wohnen ist im Forschungsfeld Wohnungs- und Städtebau ein Begriff für ganzheitliche Wohnkonzepte. Das Wort „integriert“ kann hierbei vielfältig ausgelegt werden; vorwiegend versteht man darunter das Zusammenleben von unterschiedlichen Personengruppen – etwa junge und alte Menschen, Familien und Alleinstehende, Menschen mit und ohne Behinderung – in einer Wohnanlage.
Durch die Ansiedlung von Menschen mit unterschiedlichen Lebenslagen, Aktionsräumen und individuellen Fähigkeiten sollen nachbarschaftliche und quartiersbezogene soziale Netzwerke angeregt werden. Die informelle Kommunikation und Unterstützung zwischen den verschiedenen Gruppen soll dadurch verstärkt werden. Die unterschiedlichen Personengruppen bewohnen in diesen Projekten auf ihre spezifischen Bedürfnisse angepasste Wohnungen. Ältere und behinderte Menschen verfügen dabei meist über eine barrierefreie Wohnung; wird ein Bewohner pflegebedürftig, übernimmt in der Regel ein professioneller Betreuungsdienst die Pflege. Gemeinschaftsräume bilden wichtige Räume für nachbarschaftliche soziale Netzwerke. Solche Wohnprojekte existieren in Deutschland seit den 1980er Jahren vor allem in Großstädten und orientieren sich meist an Vorbildern in Holland und Dänemark.
In den 1990er-Jahren wurden im Rahmen des „ExWoSt“-Programms (Experimenteller Wohnungs- und Städtebau) vier Neubauprojekte des integrierten Wohnens in Kempten, Hamburg, Saarbrücken und Altusried initiiert. Bei integriertem Wohnen handelt es sich häufig um öffentlich geförderten Wohnraum; gegebenenfalls erhalten finanziell benachteiligte Gruppen Vorrang.

## Begriff
In Deutschland wurde Begriff integriertes Wohnen durch das Projekt Integriertes Wohnen in München-Nymphenburg (IWO-Nymphenburg) geprägt. Dort war das Konzept mit folgenden Zielvorstellungen verbunden:

„Mit einer integrativ angelegten Konzeption sollte der weitverbreiteten Praxis des passiven Nebeneinanderwohnens in gegenseitiger Anonymität der Entwurf für ein aktives Miteinander im wechselseitigen Beziehungsgeflecht und demokratischer Mitverantwortung gegenübergestellt werden. Bedingung war die Berücksichtigung der gruppenspezifisch unterschiedlichen Bedürfnisse der BewohnerInnen. Das allgemeine Ziel des Modellprojekts ist, die Grundlage für ein selbstbestimmtes und gemeinschaftsorientiertes Wohnen verschiedener Bevölkerungsgruppen zu schaffen, d. h. Integration von Alt und Jung, Behinderten und Nichtbehinderten, Deutschen und Ausländern und Alleinstehenden und Familien bzw. Alleinerziehenden.“

## Abgrenzung
Integriertes Wohnen bezieht sich nicht wie bei einer klassischen Wohngemeinschaft auf eine einzelne Wohnung, sondern auf mehrere Wohnungen und Gemeinschaftseinrichtungen in einem Gebäudekomplex. Beim Integrierten Wohnen steht allgemein die Integration verschiedener Bevölkerungsgruppen im Vordergrund, beim Mehrgenerationenhaus das Zusammenleben von Menschen unterschiedlicher Altersstufen in einer Hausgemeinschaft.